# District de Surendranagar
Le district de Surendranagar (gujarati : સુરેન્દ્રનગર જિલ્લો) est un district de l'état du Gujarat en Inde.

## Géographie
Le district a une population de 1 756 268 habitants pour une superficie de 10 423 km2.